# Péczeli József

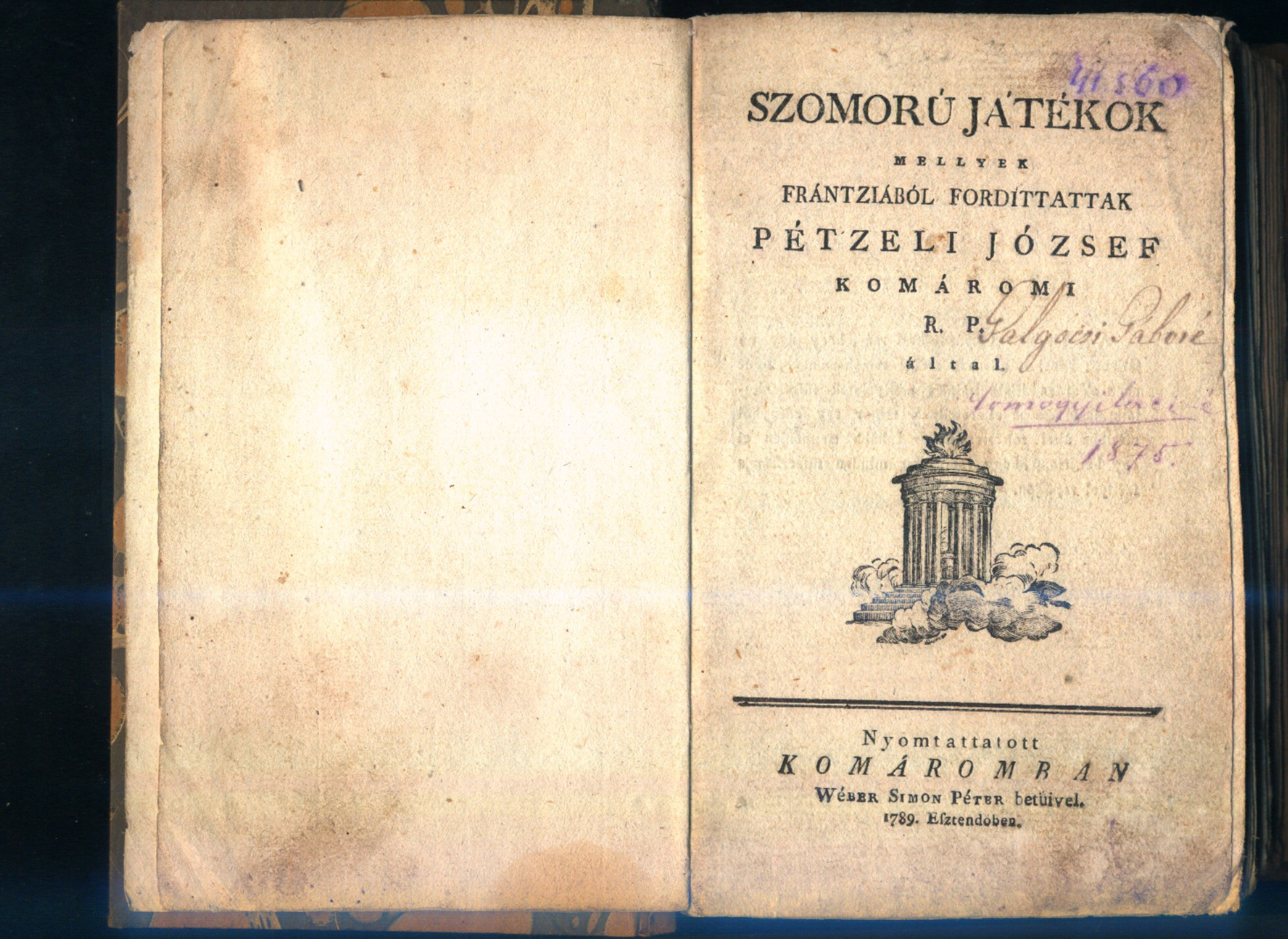
Péczeli József „Szomorú játékok" című kötetének címlapja

Péczeli József (péczeli idősb) (Putnok, 1750 – Komárom, 1792. december 4.) református lelkész, irodalomszervező egyéniség, műfordító és költő. Péczely József történetíró apja.

## Élete
Apja Péczeli Imre református prédikátor volt, ki Pécelen (Pest megye) először mint nemesi birtokos élt, később elszegényedett és nejének, nemes Konok Sárának szikszói birtoka s lelkészi jövedelméből élt. Született 1750-ben Putnokon (Gömör megye); atyja 1775. júniusban meghalt és édesanyjával Szikszóra költözött, hol tanulását kezdte; 1767-ben anyja a debreceni evangélikus református kollégiumba küldte, május 1-jén a felsőbb osztályba vették fel. Mint debreceni diák értette a latin, zsidó és arab, valamint a francia, német és angol nyelvet s kellő jártasságra tett szert a világirodalomban amellett, hogy a több tárgyban is állandóan legelső volt társai közt, és kitűnő tehetségével, szorgalmával és egyéniségének ritka kedvességével mindenkinek szeretetét megnyerte. 1777. szeptember 20-ától 1778. május 20-áig a főiskola seniora volt. Már Debrecenbe jövetelekor azonnal megnyerte Varjas János tanárának rokonszenvét, ki mint második atyja, oktatója s tanácsadója segítette pályára.
Külföldi tanulmányai
A debreceni consistorium segítségével 1778-ban külföldre ment és Lipcsében töltött néhány hónapot, hol különösen Christian Fürchtegott Gellert műveit tanulmányozta; onnan Jénába, majd ugyanazon év augusztus közepén Bernbe ment és ott 1779. március közepéig hallgatta az akadémiai előadásokat; innen Genfbe költözött, hol 1781 tavaszáig tanult. Az utolsó évben Saussure Horace tanár kérésére annak házánál maradt mint fiainak nevelője s a tanár könyvtára mellett a természettudományokban szép ismereteket szerzett. 1782-ben Utrechtben tanult testvéröccsével, Sámuellel; Ravius tanárnak zsidóul írt levelet és ugyanazt később arab beszéddel tisztelte.
1783-ban letette a teológiai vizsgát és felszentelték. Már ekkor kitűnő szónok hírében állott és nagy hatású szentbeszédeket tartott a külföldi akadémiákon és templomokban; a genfi, berni és utrechti tanárai pedig annyira becsülték, hogy többen közülük még akkor is leveleztek vele, mikor itthon lelkészkedett. Éppen 1783-ban történt, hogy II. József megadván a protestánsoknak a vallásszabadságot, a több mint száz év óta elnyomott és sanyargatott komáromi evangélikus gyülekezet is papot választott és az első lelkészi állásra a debreceni kollégium ajánlásával Péczelit hívta meg. 1783. szeptember 30-án érkezett Komáromba s október 5-én foglalta el lelkészi hivatalát. Ettől fogva haláláig Komáromban működött.
Tevékenysége
- E kilenc év alatt lázas munkásságot fejtett ki. Első dolga volt a komáromi református egyház szervezése s a földrengésektől és tűzveszedelmektől ismételten sokat szenvedett lakosság körében a hitélet ébrentartása és a református felekezet számára kőtemplom építése, amely öt évi fáradozás után 1788-ban készült el.
- Amellett minden erejét a nemzeti nyelv és irodalom művelésére szentelte s egymás után adta ki munkáit, összesen 28 kötet és füzet magyar munkát.
- Ezen kívül levelezett a kor vezérférfiaival, írókkal, főpapokkal és főurakkal, buzdítva, lelkesítve, a magyar nyelv szépségeit ismertetve és szeretetét terjesztve. Mint a modern külföldi irodalmak, s nevezetesen a vezérszerepet vivő francia irodalom nagy ismerője, a franciás iránynak lett folytatója, s mivel a testőrírók Bécsből már ekkor elszéledtek, ő lett ez irány feje és Komárom a központja. Mindenes Gyűjteményével irodalmi kört alakított maga körül, melyet az egykori hírlapok Komáromi Tudós Társaságnak neveztek el; komáromi tagjai voltak:
- a Mindenes Gyűjtemény segédszerkesztői Mindszenty Sámuel evangélikus református lelkész és Perlaki Dávid ágostai evangélikus lelkész;
- a társaság többi tagjai: Illei János, jezsuita, Döme Károly esztergomi növendékpap, ki Komáromban született és neveltetett; Szekér Joakim, később cisztercita pap; Matovics József, jómódú városi polgár; Nagy Sámuel és Zay Sámuel komáromi orvosok, Csépán István, a kurátor fia; mindezek a folyóirat munkatársai voltak.
- Ugyancsak a Mindenes Gyűjtemény megindításakor P. eszközölte ki, hogy Wéber Simon Péter nyomdáját Pozsonyból 1788-ban áthelyezte Komáromba.
- Nem sok eredetit írt, annál többet fordított, elsősorban francia, de angol, német és ókori íróktól is. Célja volt a világirodalom remekeit ismertetni népünkkel és kimutatni, hogy a magyar nyelv elég gazdag és hajlékony mindannak tolmácsolására, ami a külföldi nyelveken olvasható. A fordítás mesterségéről szóló tanulmánya (Mindenes Gyűjtemény, 1789. július 25., 118-123. o.) Jean le Rond d'Alembert Observations sur l'art de traduire en général, et sur cet Essai de traduction en particulier (Megjegyzések a fordítás művészetéhez általában és a jelen fordítási kísérlethez különösen, 1758) című írása alapján készült. Ugyanerre hivatkozik Péczeli a Voltaire Henriásához (1786) és az Alzírhoz (1790) írt bevezetõjében. Az író egyúttal reflektál Batsányi Jánosnak A fordításról írt tanulmányára (1787), amely a „szoros”, módosításoktól mentes fordítás eszményét képviseli.[1]
- Munkáit szellemes és kedves ajánlólevelekkel megküldötte az ország előkelőbb férfiainak. II. Lipót is levelével tüntette ki, éppen úgy Kaunitz herceg is. Kazinczyval, Révaival és Gvadányival barátságot kötött. 1787. februárjában Budán a Beleznay Miklós generális halálára készített emlékbeszédet mondott, mely meg is jelent, és ugyanazon évben Ráday Gedeont és Orczy Lőrincet meglátogatta.

1786-ban a debreceni kollégiumtól meghívást kapott, de azt nem fogadta el. 1787-ben a dunántúli evangélikus egyházkerület főjegyzőjévé és pénztárnokává választotta. 

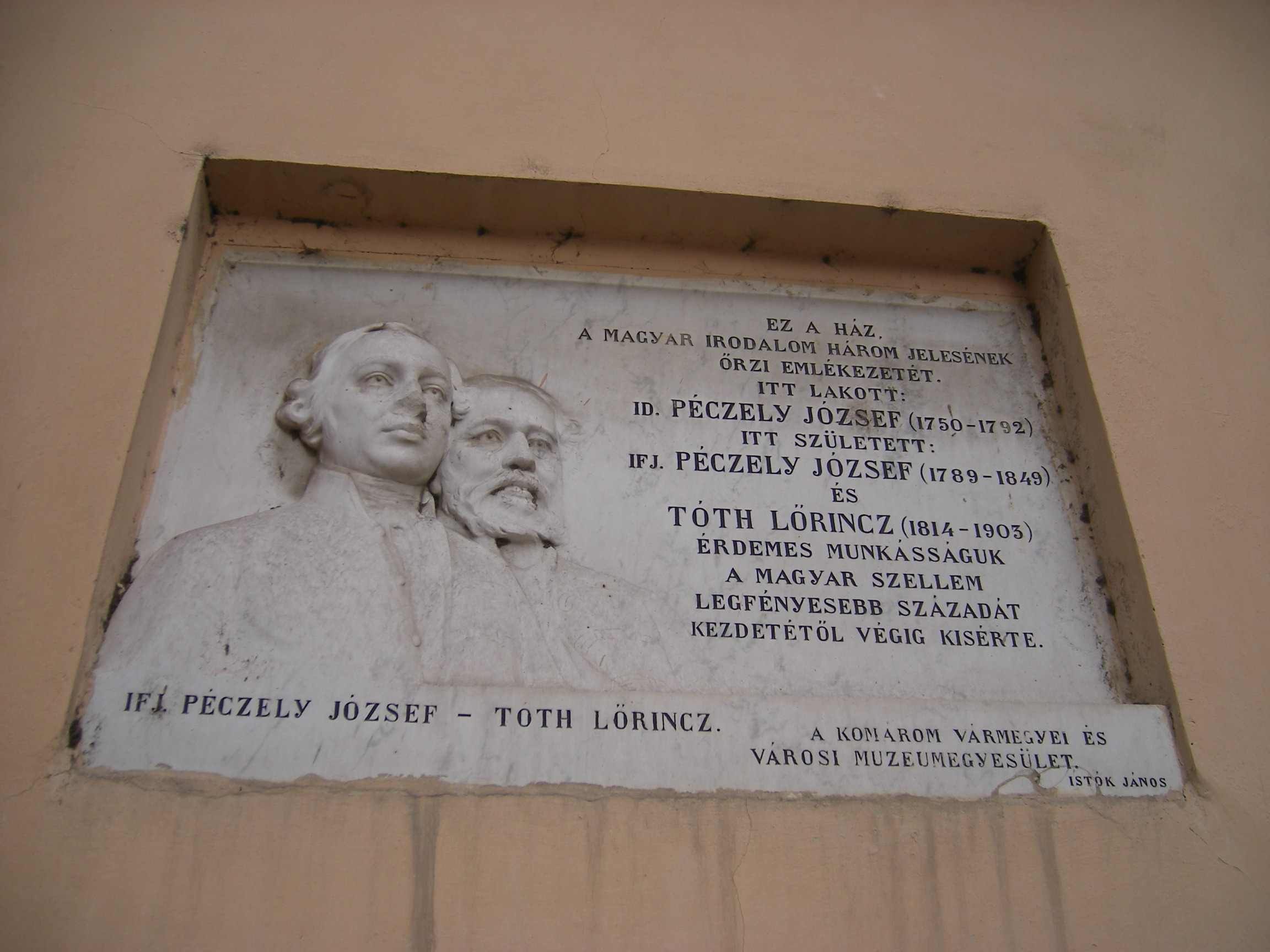
Idősebb és ifjabb Péczeli József, valamint Tóth Lőrinc emléktáblája a komáromi Ferences barátok utcájában

1792. december 4-én Komáromban halt meg. Sírkövet özvegye helyezett a komáromi temetőben sírhalmára. Az egykori lelkészlakot a Ferencesek utcájában, melyben meghalt, márvány emléktáblával jelölték meg 1904. október 12-én. Az emléktáblát 1945-ben eltávolították, de 1991-ben újra felavatták eredeti helyén.

## Művei
" Szervező munkája mellett legjelentősebb irodalmi tette a Haszonnal mulattató mesék megírása és megjelentetése (1788). Az ezópuszi és lafontaine-i fabulák magyarítása és átköltése, eredeti részletekkel való kiegészítése nemcsak a magyar költői mese történetében játszik fontos szerepet (indítást adva későbbi költői megformálásoknak, például a "farkas, kutya" ellentétpárral, melyet Virág s később Petőfi is feldolgozott), hanem politikai mondanivalót is tartogatott kora számára: dicsérte a szabadságot, a dicső magyar múltat, hirdette a felvilágosodás eszméit." – olvashatjuk róla a Magyar irodalom történetében. 
"Péczeli meséinek megjelenése fordította az írók figyelmét erre a fontos műfajra. Két elméleti cikk jelent meg a mesékről és a meseírásról a Mindenes Gyűjteményben, melyekben a szerzők hangsúlyozzák, mekkora szerepe van ezeknek a gyermekolvasók erkölcsi nevelésében. Ezek tekinthetők az első olyan írásoknak magyar nyelven, melyek az olvasmányoknak a gyermeknevelésben játszott fontos szerepét hangsúlyozzák". – írta Fehér Katalin Gyermekirodalmunk a sajtó tükrében
a felvilágosodás idején és a reformkorban című tanulmányában. 

### Művei megjelenése
Költeményei a Magyar Musában (1787), a kassai Magyar Muzeumban (1789), Orpheusban (1790), Helikoni Virágokban (1791), Magyar Kurirban és Magyar Hírmondóban (1792. Leopold halálára); cikkei a Magyar Musában (1787. LVI. sz. Komáromból), Orpheusban (1790. Köszönet az Ország rendeihez, midőn 1790. Rákh. 11. a közdolgok folytatására a magyar nyelvet rendelték, Kazinczy jegyzeteivel).

### Művei kiadás és eredeti cím szerint
- Zayr. Tragédia, mely franczia versekből ugyanannyi számú s lábú versekbe foglaltatott. Írta Voltaire, ford. Győr, 1784.
- Henriás az az negyedik Henrik francz királynak életének némelly része, melly francz versekből ugyanannyi s lábú versekbe foglaltatott. Írta Voltaire, ford. Uo. 1786. (Második izben, némelly változtatásokkal s jobbításokkal ki-nyomtattatott. Uo. 1792).
- Yung éjtzakái és egyéb munkáji. Mellyek magyar nyelvre fordittattak. Uo. 1787. (2. kiadás. Pozsony, 1795. 3. k. Uo. 1815.). Edward Young (1683–1765) The Complaint: or Night-Thoughts on Life, Death, and Immortality(wd) címû vegyes elmélkedéssorozata az érzékenység áramlatának elõfutára volt. A blank verse-ben, tíz vagy tizenegy szótagos, rímtelen sorokban írt epikus költemény első darabja 1742-ben jelent meg Londonban; a ciklus további nyolc éneke a rákövetkező években látott napvilágot. A morálfilozófiai műben, melyet jelentős részben a költőt ért tragikus családi események ihlettek, keverednek a józan észnek az ember cselekedeteiben döntő jelentőséget tulajdonító racionalista és a neosztoikus, a földi élet örömeiről való lemondást, az öröklétre való felkészülést hirdető szemlélet elemei, de kimutatható a kor új tudományos eredményeire épülő fizikoteológiai irányzat hatása is. A költeményt egész Európában ismerték, számos nyelvre lefordították. Magyarországi népszerűségét mutatja, hogy Bessenyei György és Báróczi Sándor is fordított belőle részleteket; ez utóbbi fordítást Kazinczy Ferenc közölte a kassai Magyar Museumban. A teljes művet 1801-ben Naláczi József újra átültette magyarra. Péczeli fordításának alapjául Pierre-Prime-Félicien Letourneur(wd) (1737–1788) Les nuits et oeuvres diverses d’Young (Párizs, 1769–1770) című gyűjteményes kiadása szolgált. Letourneur korának termékeny fordítója volt: ő ültette át franciára Shakespeare és James Hervey(wd) műveit, valamint James Macpherson Osszián-dalait. Young-kiadása első kötetében a költő életrajzát, s a fordítói megjegyzéseket követően a Night-Thoughts szövegét közli, a második kötetben a költő válogatott levelei, valamint egyéb, kisebb művei olvashatók. Ezek címei Péczelinél: Utolsó ítélet; Jób pátriárka életének rövid leírása; Az élet mustrája; Külömbkülömb-féle dolgokról való gondolatok; Johanna Gray vagy a vallásnak győzedelme a szereteten; Adissonról való jegyzések; Az életnek megfontolása; Az indulatoknak leírása. A Night-Thoughts francia változata szabad prózafordítás: Letourneur a versciklus kilenc részét huszonnégy egységre, „Éjszaká”-ra tagolta, megváltoztatta az egyes részek, bekezdések sorrendjét, s – részben ezeket felhasználva – jegyzetekkel látta el és néhol a saját betoldásaival is kiegészítette az eredeti szöveget. Péczeli a Letourneur-féle változat többé-kevésbé szöveghű fordítását készítette el, mely már csak tartalmilag kapcsolódik Young eredetijéhez. Fordításából először 1784-ben publikált részleteket a Magyar Hírmondóban (1784. május. 5., 34. sz., 285–288.); az 1787-es kiadást 1795-ben és 1815-ben két további kiadás követte Pozsonyban. Young művének mind francia, mind a Péczeli-féle fordítása nagy szerepet játszott a magyar irodalom érzékeny irányzatának kialakulásában: a „versek” központi gondolatai, mint például a magány dicsérete, a természetbe menekülés, a halálkultusz, kedvelt motívumokká váltak; nyelvezete követendő példaként szolgált az érzékeny stílus képviselőinek. A fordításból szemelvények megjelentek a következő kötetben: Magyarországi gondolkodók, 18. század: Bölcsészettudományok II., szerk. Tüskés Gábor, Lengyel Réka Budapest, Kortárs Kiadó, 2015 (Magyar Remekírók, Új Folyam), 476-483, 1130-1132. (A Péczeli-szöveget sajtó alá rendezte, a jegyzeteket írta Czibula Katalin és Lengyel Réka.)
- Halotti prédikáczió, mellyet néh. méltgs generális Beleznay Miklós urnak utolsó tisztességének megadására 1787. eszt. Pilisen el-mondott. Győr, 1787.
- Haszonnal mulattató mesék. Mellyeket rész-szerint Ésopusból vett, rész-szerint csinált, s az olvasásban gyönyörködő iffjaknak kedvekért könnyen érthető versekbe foglalt. Ugyanott, 1788. (Ujra kiadta Takáts Sándor: Péczeli József meséi életrajzzal és magyarázatokkal. Bpest, 1887. Nemzeti Könyvtár, XXXIX. Előbb a Figyelő XX-XXIII. k. Ism. Prot. Egyh. és Isk. Lap 52. sz., Századok 1890. 313. l.).
- A haza szeretetéről s a jó hazafiaknak kötelességeikről folytatott levelezés Philopatros és Commodus között. Ford. és bővíttetett. Győr, 1788.
- Szomorú játékok, mellyek francziából fordítattak. (Mérop és Trancred Voltairetől, kötetlen beszédben). Komárom, 1789.
- II. József életének rövid leirása, melyet az együgyübbek kedvekért szedegetett öszve. Uo. 1790.
- Ama jó szivü s embereket szerető II. Józsefnek febr. 20. történt szomorú halálát kesergő versek, mellyeket mindjárt e gyászos hirnek megérkezésekor ugymint febr. 24. napján készitett. Uo. 1790.
- Vers hongrois et français pour la fete du couronnement de Leopold II. Magyar és franczia versek, mellyek a f. római császár II. Leopold örökös királyunk meg koronáztatásának innepére készíttettek. Uo. 1790.
- A magyar koronának rövid historiája; mellyet az aszszonyok és jó gyermekek kedvekért szedegett öszve. Uo. 1790.
- A magyar koronához, mikor ezen drága kincs ezen folyó hónapnak 20. napján Budára lett levitettetésekor, Komárom alatt megállapodott, s az ország utján kicsinyektől s nagyoktól fő-hajtással tiszteltetett. Buda, 1790. (Költ.).
- Hervey sirhalmai és elmélkedései. Forditattak … Pozsony, 1790. (és Buda, 1821).
- A sz. koronának a magyarokhoz intézett köszöntési. Mellyet irt … Nov 28. napján 1790-ben, mikor ez a drága kincs Posonból lett vissza-jövetelekor Komárom alatt megállapodott, s az elébe kiment sokaságtól kéz tapsolással fogadtatott. Komárom, 1790. (Költ.).
- Háláadó prédikáczió mellyet a fels. római császárnak, Magyarország örökös királyának, II. Leopoldnak Posonban lett meg-koronáztatásának innepekor készitett. Uo. 1790.
- A hazának öröme búval elegyedve. Ama tisztes ősznek, feldmarsal gróf Hadik Andrásnak szomorú halálának hirének meg-érkezésekor, s ugyan t. n. Komárom megyének régi állapotjára esett vissza tételekor márcz. 18. napján. Uo. 1790.
- Az ország gyűléséhez nyujtott háládó köszönetek azoknak, a kik szeretik az anyai nyelvet, mellyet mindjárt azon örvendetes hirnek, hogy a magyar nyelv vétetett bé nemzeti nyelvnek, meg-érkezésekor, ugy mint jún. 14. napján készitett s az nap ki is nyomtattatott. Uo. 1790.
- Erkölcsi prédikácziók. Győr, 1790. Két kötet. (A III. és IV. kötetet fia ifjabb P. József adta ki 1831. és 1833. Debrecenben).
- Álzir, vagy az amerikánusok. Szomoru játék. Voltaire után, ford. Mellyhez toldattak a régi és uj historiának válogatott darabjai, az ifjaknak gyönyörködtetésekre. Komárom, 1790.
- Az ó testamentomi ekklesiának historiája, a sz. irás szerént. Az első embertől fogva, a babiloniai fogságból lett vissza-téréséig. Majzonnet Lajos után, ford. Uo. 1791.
- Örvendző versek, mellyek a felséges Leopold Sándor értzherczegnek és Magyarország kedves palatinusának olaszországi útjából lett szerencsés haza jövetele után, Pest vármegyei főispánságába lejendő bé-iktattatására R. Komárom alatt lett el-menetelekor sietve készittettek … aug. 6. napján 1791. Ugyanott.
- Vers hongrois et français pour la fete du couronnement de François I. roi de Hongrie … Magyar és franczia versek, melyek I. Ferencz királyunk megkoronáztatásának innepére irattattak. Uo. 1792.
- A szentirás theologiája, vagy az idvesség tudománya, melly áll az ó és uj testamentomi nevezetesebb szent irásbéli helyeknek öszveszedésekben. Irattatott angliai nyelven s magyarra fordittatott. Uo. 1792-93. Két kötet.
- Henriás, 1792; ford. Péczeli József, sajtó alá rend. Vörös Imre; Balassi, Budapest, 1996 (Régi magyar költők tára. XVIII. század)

Szerkesztette a Mindenes Gyűjteményt 1789-92. Komáromban, hat kötet. (I. 1789. júl. 1-től szept. 23-ig 27 szám; II. okt. 3-tól dec. 30-ig 25 szám; III. 1790. jan 2-tól márc. 31-ig 26 szám; IV. ápr. 3-tól jún. 30-ig 26 szám; V. 1791; VI. 1792.)

### Levelei
- báró Orczy Lőrinchez: Komárom, 1786. szeptember 28. és 1787. március 13. magyarul – 1787. április 18. és 1788. szeptember 1. (Figyelő XI.); – francia nyelven
- Kazinczy Ferenchez: Komárom, 1789. február 13. (Kazinczy Levelezése I. 277. l.);
- Édes Gergelyhez: Komárom, 1798. december 29. (Figyelő I. 1876).

## Emlékezete
- Arcképe: rézmetszet, Kaergling rajzolta s Lehnhardt metszette Pesten. (a Tudományos Gyűjtemény 1823. X. kötetében).
- A Mindenes Gyűjtemény (1789-92) indulásának századik évfordulóján avatták fel Putnokon, a református templom falán Péczeli József emléktábláját. A tábla domborművét Budahelyi Tibor készítette.
- Putnokon az Általános Művelődési Központ ugyancsak a költő, műfordító nevét viseli
- Péczeli József ÁMK Általános és Alapfokú Művészeti Iskola Archiválva 2010. július 27-i dátummal a Wayback Machine-ben